# Acoetidae
Famille
Synonymes
- Polyodontidae Augener, 1918[1]

Les Acoetidae sont une famille de vers marins polychètes.

## Liste des genres
Selon World Register of Marine Species (3 mars 2021) :
- genre Acoetes Audouin & Milne Edwards, 1832
- genre Euarche Ehlers, 1887
- genre Eupanthalis McIntosh, 1876
- genre Eupolyodontes Buchanan, 1894
- genre Eupompe
- genre Neopanthalis Strelzov, 1968
- genre Panthalis Kinberg, 1856
- genre Polyodontes Renieri in Blainville, 1828
- genre Restio Moore, 1903
- genre Zachsiella Buzhinskaja, 1982